# Zeofillite
La zeofillite è un minerale.